# Boana benitezi
Boana benitezi é uma espécie de anfíbio da família Hylidae. Pode ser encontrada no Brasil e Venezuela.